# Austrodomus
Genre
Synonymes
- Katumbea Cooke, 1964

Austrodomus est un genre d'araignées aranéomorphes de la famille des Prodidomidae.

## Distribution
Les espèces de ce genre se rencontrent en Afrique du Sud, en Namibie, au Mozambique et en Tanzanie.

## Description
Les mâles mesurent de 1,66 à 2,50 mm et les femelles de 2,04 à 5,34 mm.

## Liste des espèces
Selon World Spider Catalog (version 23.0, 29/01/2022) :
- Austrodomus gamsberg Rodrigues & Rheims, 2020
- Austrodomus oxoniensis (Cooke, 1964)
- Austrodomus scaber (Purcell, 1904)
- Austrodomus zuluensis Lawrence, 1947

## Systématique et taxinomie
Ce genre a été décrit par Lawrence en 1947 dans les Prodidomidae. Il est placé dans les Gnaphosidae par Azevedo, Griswold et Santos en 2018 puis dans les Prodidomidae par Azevedo, Bougie, Carboni, Hedin et Ramírez en 2022.
Katumbea a été placée en synonymie par Rodrigues et Rheims en 2020.

## Publication originale
- Lawrence, 1947 : « A collection of Arachnida made by Dr. I. Trägårdh in Natal and Zululand (1904-1905). » Göteborgs Konglige Veternskaps- och Vitterhets-Samhälles Handlingar, sér. B, vol. 5, no 9, p. 1-41.